# Chasminodes sugii
Chasminodes sugii là một loài bướm đêm trong họ Noctuidae.